# 謝佩容命案
謝佩容命案是發生在2001年5月11日的擄人勒贖案，呂學展因不滿謝昇翰毆打而懷恨在心，因而夥同友人翁志明綁架謝昇翰的姊姊謝佩容並凌虐致死。

## 被害人背景
謝佩容（1982年9月7日—2001年5月11日）就讀臺北市松山區私立育達商職資料管理科夜間部三年級，每天06：00從桃園縣通勤到臺北市，白天在一家貿易公司上班，晚上讀書，半工半讀分擔家計，另外家中還有弟弟謝昇翰、母親郭寶香、爸爸謝曜宇。而弟弟謝昇翰有一位14歲女友(1987年出生)：簡姓少女（小名：小貞）。

## 案發經過
- 2000年10月25日晚上8：00，呂學展在其住處性侵謝昇翰的女友-小貞。
  - 10月26日01：00，謝昇翰夥同2名男子毆打呂學展，造成他頭部、臉部及右上肢受有多處挫傷、擦傷及右眼瞼瘀血腫。
  - 11月3日18：00，謝昇翰夥同3男1女，在呂學展父親經營的羊肉爐店，要求他書立性侵簡姓少女過程之自白書，並簽50萬元新臺幣本票作為賠償金，主嫌因此懷恨在心，並將此事告訴他哥哥，他哥哥可以找機會報復謝昇翰。
- 2001年4月12日，少年法庭審理時，經法官告知謝昇翰的案子不會有刑事判決，這使得呂學展更為憤怒，並萌生殺人念頭，並告知翁志明，翁志明表示願意加入，並以討為公道為由，向朋友蔡浩翔詢問謝昇翰地址，得知住處位於桃園市會稽一街19號，數天後呂學展和翁志明在五金行，購買圓鍬、十字鎬及手銬等工具，但是因無法掌握謝昇翰的作息而始終無法著手，卻也發現他的姊姊-謝佩容固定06:00出門步行到春日路附近的公車站搭車，因而把目標轉向她。
  - 4月30日，呂學展在桃園縣桃園市中正二街24號的泰吉藥局買了十餘顆樂耐平（LORAZEPAM）的藥錠，並磨成粉狀，以每包約二錠劑之藥量，用紙張分裝成約七、八包。
  - 5月10日05：00，主嫌與共犯翁志明在謝佩容住處準備下手時，因旁邊有路人發動汽車而作罷。
  - 5月11日06:00，謝佩容出門上班時，翁志明先上前攔阻，以詢問弟弟的事為由強押廂型車，並開到桃園縣桃園市三元街566號的太極宮，抵達後翁志明用透明膠帶、毛巾封住嘴巴與眼睛，再用手銬銬住手腳，然後再開往中正二街住處，解開手銬後由翁志明把她背到二樓房間。早上8：00，兩人用手銬銬上謝佩容手腳，呂學展扶著謝佩容將一包包好樂耐平粉末摻入水中，並強灌她嘴中後，丟到床上，08:48，同學卓雯君用公司電話打給謝佩容的手機，詢問何時給老師禮物的錢，謝佩容則回說6月2日畢業典禮當天，呂學展在謝佩容通完電話後拿走她的手機，確認通話內容後把她手機關機，雖然謝佩容眼睛被矇著，但並沒有完全封住視線，還是可以看到兩名嫌犯，兩人討論是否傳簡訊給家人，卻因為不會操作而作罷，隨即再灌了第二包安眠藥給謝佩容，嗣因呂學展需外出送貨而離開約半小時左右，返回後二人討論如何以電話向謝佩容家人索錢，此時翁志明萌生退意，提議放人，致呂學展一人無法依原訂計畫進行。[4][5]。11:00，呂學展告知翁志明，同意終止計畫，但是會自行處理謝佩容之事，而打算載謝佩容至新竹縣找他哥哥，並為防止謝佩容清醒，呂學展又強灌第三包「樂耐平」藥粉，隨後以膠帶封住謝佩容眼睛、嘴巴後，因為抱不動她，所以請翁志明將意識不清之謝佩容揹下樓，放置於汽車後座平躺，並用呂學展房間的棉被對折後覆蓋謝佩容鼻子以下的身體，呂學展把謝佩容身上的2000元新臺幣現金交給翁志明之後駕車離去，而翁志明在他住處等候。呂學展單獨一人駕車往桃園縣蘆竹鄉海湖村方向行駛。12:00，經哥哥告知如果釋放人質，可能對其自身不利，呂學展竟萌生殺人滅口之意，在桃園縣蘆竹鄉附近空屋旁空地，在汽車內以棉被用力掩住謝佩容之口鼻，以致謝佩容因缺氧窒息死亡。旋即將屍體運往桃園縣蘆竹鄉海湖村海防訓練中心之靶場後方空地草叢中隱藏。14:00，駕車返回住處，獨自在浴室內清洗包裹謝佩容的被單，此時吵醒了正在睡午覺的翁志明，並跟他說他接受哥哥的建議，已將謝佩容殺害，並給翁志明300元新臺幣打發離開，24:00，呂學展與哥哥駕車前往棄屍現場，挖掘約60餘公分深的坑洞後掩埋，並將命案相關物品和謝佩容隨身物品丟棄。
- 2002年1月9日19:00，謝佩容遺體終於尋獲，制服上衣的633209學號已證實身分，但只剩下一堆白骨，據警方開挖結果表示，謝佩容下半身的衣物已被褪去，但上半身的制服上衣還包裹著胸骨，顯示掩埋前上半身衣物未被褪去。
- 2005年6月16日，呂學展依擄人勒贖殺人罪判處無期徒刑，翁志明參與擄人判處12年6月徒刑。[6][7]

## 嫌犯證詞
呂學展供稱是因為謝佩容突然大叫才失手悶死她，但是根據泰吉藥房負責人張國威表示，呂學展所買的樂耐平藥錠，每錠含有CORAZEPA M劑量為2毫克，低劑量服用（約一顆）具有鎮定作用，能解除精神不安及緊張而引起之自主神經症狀如頭痛、失眠、心跳及精神症狀等，服用劑量較多時則產生安眠作用，在一般無習慣服用的情況下，若服用3顆（6毫克），40分鐘後即產生藥效而開始昏睡，藥效至少3、4小時，最長為10小時以上，因人而異，而跟她在8:48通過電話的卓同學表示因為她手機響一陣子才接，在電話中感覺吵到她在睡覺，並沒發現任何異狀，顯示這時第一包藥效已經發作，而翁志明表示揹謝佩容下樓時，她尚未完全昏睡，在嘲笑她太重的時候，她還微笑，且已額頭冒冷汗，看得出來是在硬撐，顯示第二包藥效已逐漸發作，呂學展也認為在駕車的時候，後座的謝佩容已睡著，顯示她至少在11:00呂學展駕車的時候，已經呈現完全昏睡狀態，絕無可能在12:00時因清醒後大叫而被悶死。

至於謝佩容下半身赤裸，呂學展供稱他本來要脫光全身衣服，因為她身上穿制服會被認出身分，翁志明負責脫謝佩容的裙子、內褲、襪子，正當呂在拿下的謝佩容穿在耳洞上的耳環時，他突然看到謝佩容的眼睛張開，那個眼神看得讓他害怕，呂叫翁志明說她張開眼睛，這時翁志明正在脫裙子，於是他們就立刻把謝佩容丟到坑洞，把土撥一撥，開車載翁志明回住處，但是翁志明反駁這全是呂學展捏造出來的，因為他沒有跟呂學展一起載謝佩容，也沒有參與埋屍，經警方測謊後證實翁志明所言為事實。

## 後續
謝家人在破案後，接到不明人士的上門警告不要再繼續追查真相，在桃園縣政府的幫助下，搬離位於會稽一街19號的住處。2022年4月6日，呂學展申請假釋核准。

## 相關影集
- 《關鍵時刻》第16集-白骨申冤案